# Сусіди, а між ними Василько
«Сусіди, а між ними Василько» — повість для дітей українського письменника Миколи Ярмолюка. 2010 року твір було висунуто на здобуття премії імені Лесі Українки у номінації «Літературні твори для дітей та юнацтва».

## Зміст книги
Книга про доброту і душевність людей. Батько Василя загинув під колесами автомобіля, рятуючи чуже дитя. Малий Василько зростає без батька, але не почуває себе сиротою: навколо нього дорослі друзі, цікаві й діяльні люди, яких можна брати за взірець, з якими ніколи не сумно і які люблять та вміють працювати. І, вбачаючи в себе їхню душевну красу, Василько зростає мужнім і сильним.

## Видання
- Микола Ярмолюк. Сусіди, а між ними Василько. — Київ: «Веселка», 1975. — 87 с.
- М. Я. Ярмолюк. Сусіди, а між ними Василько. — Житомир: «Полісся», 1998. — 86 с. ISBN 966-7057-17-8
- М. Я. Ярмолюк. Сусіди, а між ними Василько. — Тернопіль: «Богдан», 2010. — 144 с. ISBN 978-966-408-655-1